# مباراة زوجية (مسلسل)
مباراة زوجية هو مسلسل كوميدي إجتماعي مصري من إخراج إنعام محمد علي وبطولة أحمد راتب، نادية رشاد، أحمد مراد، هنا شيحة، أحمد خليل، سوسن بدر وميرنا المهندس.

## نبذة
يلقى المسلسل الضوء على قضية الطموح عند الرجل والمرأة وذلك من خلال عرض لمشاكل من جميع طبقات المجتمع المصري وسعيهم نحو أحلامهم.